# Alchemilla paupercula
Alchemilla paupercula é uma espécie de rosácea do gênero Alchemilla, pertencente à família Rosaceae.